# Ямагути, Момоэ
Момоэ Ямагути (яп. 山口百恵, 17 января 1959 года, Токио, Япония) — японская певица, актриса и поп-идол, одна из самых успешных певиц в истории японской поп-музыки. За 8 лет карьеры (1972—1980) Ямагути выпустила 32 сингла, три из которых заняли первую позицию в национальном хит-параде, и 21 альбом. За это же период она снялась в 15 фильмах и нескольких телесериалах. В возрасте 21 года Ямагути на пике своей популярности вышла замуж за своего коллегу по съёмочной площадке Томокадзу Миуру и навсегда покинула сцену.

## Биография

### Детство и юность
Moмoэ Ямагути родилась в Токио в 1959 году. Вскоре после появления на свет девочка была оставлена на попечение бабушки и дедушки по материнской линии. Когда Момоэ исполнилось четыре года, она вернулась к родителям, и семья переехала в Иокогаму. Её отец к тому времени уже был женат на другой женщине, имевшей своих детей. Момоэ осталась вместе с матерью, которая в одиночку воспитала двоих дочерей — Момоэ и Тосие.
Свою музыкальную карьеру Момоэ начала в возрасте 13 лет с выступления на конкурсе юных талантов «Звезда родилась!» (яп. スター誕生!, Star Tanjō!) Девушка заняла только второе почётное место, однако была замечена музыкальными продюсерами и получила ряд предложений подписать контракт. Ямагути дала согласие на сотрудничество с компанией Hori Productions и в скором времени вместе с семьёй переехала в Токио, где планировала строить свою карьеру. Изначально компания раскручивала Ямагути в составе Hana no Chūsan Torio («Прелестное трио старшеклассниц»), куда также входили Дзюнко Сакурада и Масако Мори (все три девушки на тот момент действительно учились в средней школе).
Её первый сингл, «Toshigoro», который был выпущен одновременно с одноимённым фильмом, не вызвал внимания публики и остановился на 37-й позиции в чарте синглов национального чарта Oricon. Однако уже второй сингл «Aoi Kajitsu» завоевал 9-е место, став первым по-настоящему известным хитом Момоэ. Некоторые обозреватели связывали успех композиции с провокационным текстом песни, припев которой содержал слова «Делай со мной, всё, что хочешь. Пусть все говорят, что я плохая девчонка».

## Дискография
Дискография Moмoэ Ямагути насчитывает, по крайней мере, 33 сингла, 14 сольных альбомов и 7 «компиляций» и сборников, записанных и выпущенных под лейблом CBS/Sony. По крайней мере, 24 из её релизов достигли на максимуме популярности первой тройки позиций национального чарта «Oricon», из них четыре — первого места в чарте. По оценке Oricon, даже спустя 25 лет после окончания певческой карьеры, Момоэ Ямагути оставалась первой в списке наиболее успешных поп-исполнителей, составленном по суммарному времени нахождения их песен в «первой десятке» чарта. Минимум одна из её компиляций, Golden Best (релиз 2009 года) была удостоена в Японии «золотой» сертификации.

## Участие в «Кохаку ута гассэн»
Являясь одной из популярнейших поп-певиц 1970-х, начиная с 1974 года и вплоть до своего ухода с эстрады, Момоэ Ямагути ежегодно участвовала по приглашению экспертной комиссии NHK в престижном новогоднем песенном конкурсе «Кохаку ута гассэн», исполнив следующие песни:
- 1974, 25-й конкурс «Кохаку» — ひと夏の経験 (Hito natsu no keiken, букв. «Жизненный опыт одного лета»)[6]
- 1975, 26-й конкурс — 夏ひらく青春 (Natsu hiraku seishun)[7]
- 1976, 27-й конкурс — 横須賀ストーリー (Yokosuka story)[8]
- 1977, 28-й конкурс — イミテイション・ゴールド (Imitation gold)[9]
- 1978, 29-й конкурс — プレイバックPart2 (Playback Part 2)[10]
- 1979, 30-й конкурс — しなやかに歌って (Shinayaka ni utatte)[11]

## Награды и премии
Japan Record Awards
- 1974 (16-я церемония вручения премий) — премия массовой популярности за сингл «Hito natsu no keiken»[12]
- 1977 (19-я церемония) — премия за исполнение (номинация на премию за лучшее исполнение) за сингл «Космос»[яп.][13]
- 1978 (20-я церемония) — золотая премия за сингл «Playback Part 2»[яп.][14]
- 1979 (21-я церемония) — золотая премия за сингл «Shinayaka ni utatte»[15]
- 1980 (22-я церемония вручения премий) — спецпремия популярности за сингл «Hito natsu no keiken»[16]